# Hartmut Kohlmetz
Hartmut Kohlmetz (* 1946) ist ein deutscher Journalist und Autor.

## Leben
1976 war Kohlmetz Abteilungsleiter bei der Berliner Zeitung in Ost-Berlin, die damals dem SED-Pressemonopol zuzurechnen war. Auf einer Rückreise aus Bayern wurde er am Grenzübergang Ludwigsstadt kontrolliert, was zu Protesten des Leiters der Ständigen Vertretungen der Deutschen Demokratischen Republik, Michael Kohl, sowie Presseberichten führte.
In den 1980er Jahren veröffentlichte Kohlmetz mehrere Schriften im damaligen SED-Parteiverlag Dietz, die damit ideologisch die Position des Zentralkomitees der SED stützten.

## Schriften
- Vietnam heute, (Für antiimperialistische Solidarität; 29) Berlin: Solidaritätskomitee der DDR, 1981
- mit Uwe Steinberg: Kampuchea, hoffnungsvolles Land am Mekong: Fotoausstellung, [Berlin]: Solidaritätskomitee der DDR, 1982
- Chancen für Europa: die Alternative zu einem "Euroshima", Berlin: Dietz 1983
- mit Roland Heine: Nikaragua no pasaran! Vom "geheimen" Krieg der CIA zum unerklärten Krieg der USA, Berlin: Dietz 1984
- SDI: Ambitionen, Illusionen, Gefahren, Alternativen; Fragen und Antworten zu Washingtons "Sternenkriegs"-Plänen, Berlin: Dietz 1986, ISBN 978-3-320-00973-1
- Von Null-Lösung zu Null-Lösung: atomwaffenfreie Zonen und Korridore als eine Alternative zur "nuklearen Abschreckung", Berlin: Dietz 1986, ISBN 978-3-320-01239-7
- Die DDR durch einseitige Vorleistungen bis 2000 entmilitarisieren, Berlin 1990